# Gule førertrøje
Den gule førertrøje (fransk Maillot jaune) er en trøje som uddeles efter hver etape af cykelløbet Tour de France til den cykelrytter som sammenlagt fører løbet efter etapen. Vinderen af trøjen har ret til at bære den i den følgende etape.
Føreren i Tour de France er den cykelrytter som har brugt kortest tid totalt på etaperne. En cykelrytters tid i den samlede opgørelse kan formindskes som en bonus for at vinde en etape eller komme først til toppen af en stigning, og den kan forøges som straf ved brud på løbsreglerne.
Tour de France var den første idrætskonkurrence hvor føreren bar den gule trøje. Nu er det normalt i flere andre cykelløb og idrætskonkurrencer med en gul førertrøje.

## Trøjen, erhvervet på sidste etape
To gange har vinderen af Maillot jaune i Tour de France ikke haft trøjen i løbet af løbet og kun båret den på podiet efter sidste etape. 
Det skete i 1947 (Jean Robic) og i 1968 (Jan Janssen).

## HD
Den gule trøje er påført initialerne HD, som henviser til og med respekt for Tour de Frances første direktør Henri Desgrange.

## Ekstern henvisning
- Wikimedia Commons har flere filer relateret til Gule førertrøje